# Rotterdamsch Studenten Gezelschap

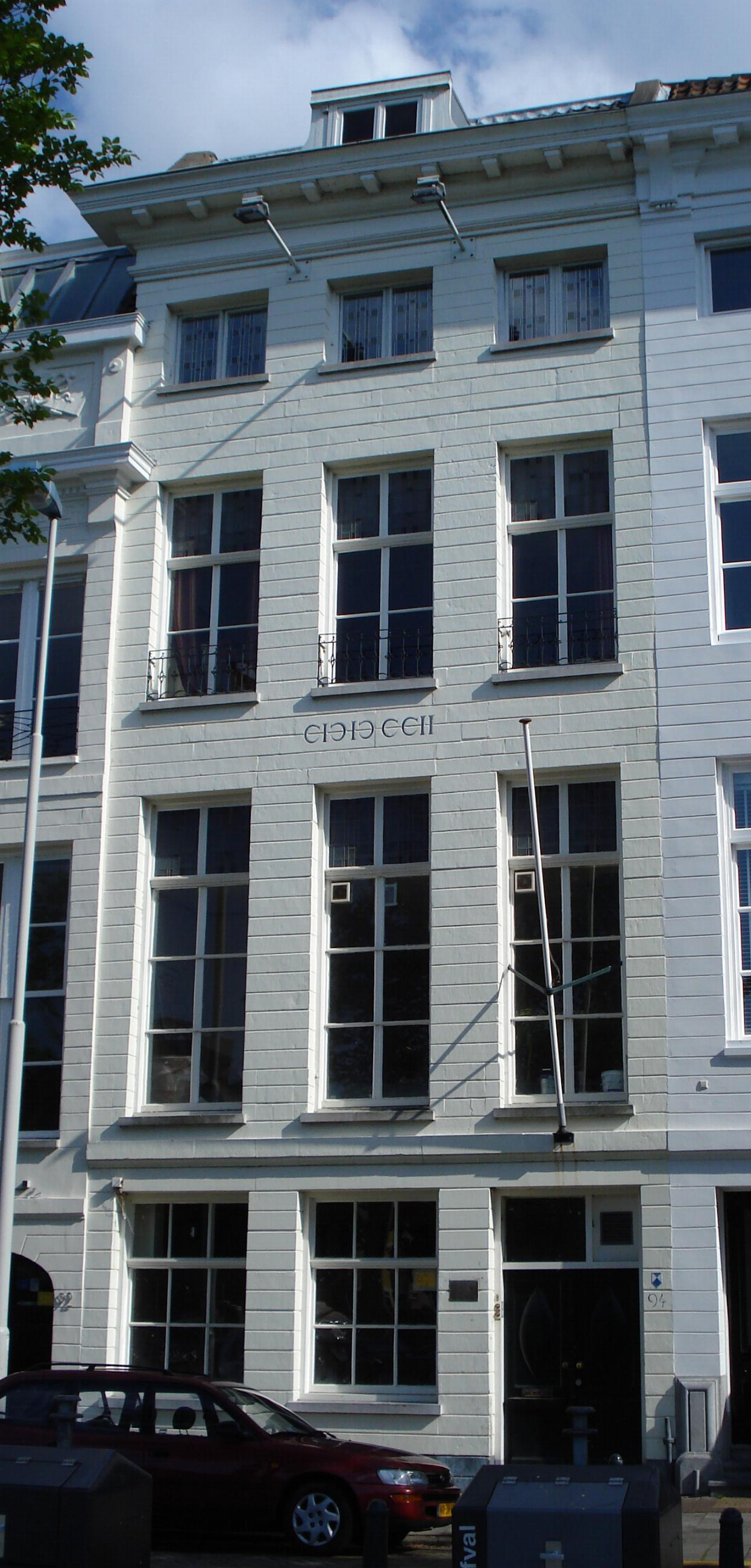
Sociëteit Asker V

Het Rotterdamsch Studenten Gezelschap is een studentengezelligheidsvereniging die is gevestigd in Rotterdam en is opgericht op 1 november 1921.
De vereniging is van algemene aard, niet-confessioneel en toegankelijk voor eenieder die studeert aan een universiteit of hogeschool. De grondbeginselen van de vereniging zijn gelijkwaardigheid, financiële toegankelijkheid (niet-elitair) en vrijheid.

## Oprichting
De vereniging is opgericht op 1 november 1921. De plaats van handeling was het café van de Rotterdamse Schouwburg, een gebouw dat nu niet meer bestaat.
De reden voor oprichting was om een plaats te bieden voor zogenoemde 'spoorstudenten'. Dit waren studenten die in een andere plaats dan hun woonplaats studeerden. De oprichters en eerste leden studeerden voornamelijk in Delft en Leiden. Voor deze studenten was het vaak lastig lid te worden van een studentenvereniging in de stad van hun studie, omdat zij 's avonds nog weer terug moesten naar Rotterdam. Lid worden van een studentenvereniging in Rotterdam zelf was in die tijd niet mogelijk. Op deze manier wilden zij zich ook verenigen en hun studentenleven verrijken.
De vereniging was net als het Corps van een algemene, areligieuze en liberale aard met tevens erg zware ontgroening. Zij onderscheidde zich van dit type vereniging door gelijkwaardigheid onder de leden en streefde ernaar toegankelijk te zijn voor studenten van alle standen.
Om de leden meer te kunnen bieden dan alleen het kroegleven hield zij zich nadrukkelijk bezig met het organiseren van activiteiten van culturele aard, middels onderverenigingen voor toneel en muziek.

## Identiteit
De identiteit van de vereniging is gebaseerd op gelijkwaardigheid, vrijheid en veel (culturele) activiteiten. De vereniging heeft geen ontgroening, weinig verplichtingen en organiseert jaarlijkse enkele 'festivals'. Deze festivals duren meestal een week en zijn toegankelijk voor iedereen, maar richten zich voornamelijk op (Rotterdamse) studenten. Vier weken per jaar stelt de vereniging op deze manier haar deuren op voor het grote publiek, met activiteiten op de gebieden van muziek, theater, dans, cabaret en film. 

## Structuur
De leden zijn vooral actief in commissies, waarvan het RSG er 35 kent. Deze commissies organiseren bovengenoemde festivals, de introductieweek 'Eurekaweek', klussen of runnen de sociëteit en doen diverse andere ondersteunende taken.
Verder kent de verenigingen ook disputen en subverenigingen. Deze laatste organiseren activiteiten op gebieden als hockey, zaalvoetbal, hardlopen, muziek, speciaalbier, dans en literatuur. Een belangrijke vermelding verdient ondervereniging 'De Rotterdamsche Studenten Tooneelvereniging (RST)', die reeds stamt uit 1922 en in de jaren 30 en 50 bekendheid genoot door een aantal goedbezochte toneel- en cabaretvoorstellingen.
Tot slot wordt de vereniging geleid door een zevenkoppig bestuur, dat zich een jaar lang fulltime voor de vereniging inzet.

### Disputen
Een dispuut is bedoeld om de integratie tussen verschillende jaargangen te bevorderen en organiseert verschillende activiteiten voor haar eigen leden. Daarnaast worden er ook af en toe activiteiten georganiseerd voor alle RSG'ers. Het RSG kent tien disputen. Ieder dispuut heeft zijn eigen identiteit, tradities en gebruiken. 
Gemengde disputen
- Synergia
- Super Extreem (S.Ex)
- Inferno

Herendisputen
- Gungnir
- De Raad
- Theo

Damesdisputen
- Idunn
- Lilith
- Devi
- Runa

## Sociëteit
De eerste jaren werd er sociëteit gehouden in verschillende cafés in Rotterdam. Sinds 1937 werden panden betrokken aan de Leuvehaven (tot 1939), het Haringvliet (tot het bombardement van 14 mei 1940), nogmaals het Haringvliet (tot liquidatie in 1941) en de Mathenesserlaan.
Sinds 1966 houdt de vereniging sociëteit aan het Haringvliet, aan de zuidzijde op nummer 94. Zij bezit hier een koopmanshuis, dat beschikt over drie barruimtes en diverse kantoor- en vergaderkamers.
De sociëteiten hebben de naam 'Asker' hetgeen de naam is van de eerste mens uit de Noordse mythologie. Sinds de eerste sociëteit is deze naam in gebruik en men heeft er vervolgens een nummer achter geplaatst. De huidige vijfde sociëteit heet dan ook 'Asker V'.
Andere namen uit de Noordse mythologie komen terug in de namen van de verschillende ruimtes, zoals Midgard, Alfheim en Helheim.
Het pand Asker V dateert van ca. 1702 en is hiermee een van de oudste nog bestaande gebouwen van de stad Rotterdam. Sinds 1968 is het een rijksmonument.

## Bekende (oud-)leden/reünisten
Hieronder volgen enkele bekende oud-leden:
- Gilles Borrie (lid geworden in 1946), onder andere voormalig Burgemeester Eindhoven (PvdA)
- Cees Edelman (lid geworden in 1922), voormalig Rector Magnificus Landbouwhogeschool Wageningen (1946-1947)
- Dick van Geet (lid geworden in 1950), Nederlands schaker
- Henk Heijne Makkreel (lid geworden in 1950), voormalig lid Eerste Kamer der Staten Generaal (VVD)
- Kees Hoving (lid geworden in 1937), Nederlands zwemmer
- Guido Imbens (lid geworden in 1981), Nobelprijswinnaar in Economic Sciences (2021)
- Simon Korteweg (lid geworden in 1924), voormalig lid Tweede Kamer der Staten Generaal (VVD)
- Edy Korthals Altes (lid geworden in 1944), voormalig Nederlands oud-diplomaat
- Hein Kuhlmeijer (lid geworden in 1934), voormalig Rector Magnificus Nederlandse Economische Hogeschool (1964-1965)
- Nicolaas Kuiper (lid geworden in 1937), Nederlands wiskundige
- Harry de Lange (lid geworden in 1937), Nederlands econoom
- Luigi van Leeuwen (lid geworden in 1958), onder andere voormalig burgemeester van Zoetermeer (VVD)
- Jannis Pieter Mazure (lid geworden in 1921), voormalig voorzitter Eerste Kamer der Staten Generaal (PvdA)
- Huibert Pols (lid geworden in 1971), voormalig Rector Magnificus Erasmus Universiteit Rotterdam (2013-2018)
- Barend Pruijt (lid geworden in 1933), voormalig Rector Magnificus Nederlandse Economische Hogeschool (1954-1955)
- Kees Reedijk (lid geworden in 1939), Nederlands bibliothecaris
- Maarten Struijvenberg (lid geworden in 1996), wethouder van Rotterdam (Leefbaar Rotterdam)
- Berend Jan Udink (lid geworden in 1944), onder andere voormalig minister voor Ontwikkelingssamenwerking (CHU)
- Wim Wissing (lid geworden in 1939), Nederlands architect en stedenbouwkundige

Daarnaast kent het RSG de volgende bekende Ereleden:
- Henk Lambers (benoemd tot Erelid in 1971, lid geworden in 1934), voormalig Rector Magnificus Nederlandse Economische Hogeschool (1950-1951, 1958-1959, 1960-1964, 1970-1971)
- Steven Lamberts (benoemd tot Erelid in 2011), voormalig Rector Magnificus Erasmus Universiteit Rotterdam (2004-2009)
- Pieter Oud (benoemd tot Erelid in 1946), voormalig Burgemeester van Rotterdam